# Colonia Margarita
Colonia Margarita é uma comuna da província de Santa Fé, na Argentina.